# Carupa
Carupa is een geslacht van kreeftachtigen uit de klasse van de Malacostraca (hogere kreeftachtigen).

## Soorten
- Carupa ohashii Takeda, 1993
- Carupa tenuipes Dana, 1852